# Nova Lipa
Nova Lipa je naselje u Republici Hrvatskoj u Požeško-slavonskoj županiji, u sastavu grada Požege.

## Zemljopis
Nova Lipa se nalazi sjeverozapadno od Požege, susjedna naselja su Emovački Lug na jugu, Kunovci na istoku, Stara Lipa na zapadu i Ugarci na sjeveru.

## Stanovništvo
Prema popisu stanovništva iz 2011. godine Nova Lipa je imala 88 stanovnika.
| broj stanovnika |       |       |       |       |       |       |       | 67    | 113   | 123   | 112   | 91    | 78    | 76    | 112   | 88    | 61    |
|                 | 1857. | 1869. | 1880. | 1890. | 1900. | 1910. | 1921. | 1931. | 1948. | 1953. | 1961. | 1971. | 1981. | 1991. | 2001. | 2011. | 2021. |